# Чачані
Чачані або Невадо-Чачані (ісп. Nevado Chachani) — гора в Перу, найвищий вулкан біля міста Арекіпа. Назва гори означає «спідниця» мовою кечуа, за легендами горі завжди приписувався жіночий характер.
В жовтні 2020 року, зоолог Хосе Серденья з Національного університету Святого Августина в Арекіпі і його колеги здійснили сходження на вулкан Чачані та на висоті майже 5500 метрів над рівнем моря помітили ящірку з роду ліолемусів. 